# ادوار
ادوار (به معنی دورها یا دایره‌ها)، در تئوری موسیقی قدیم ایران و کشورهای دیگر جهان اسلام، نظریه‌ای برای توصیف و طبقه‌بندی موسیقی بوده‌است. این نظریه در آثار نظریه‌پردازان بعد از اسلام دیده می‌شود و در آثار صفی‌الدین ارموی و عبدالقادر مراغی به تفصیل شرح داده شده‌است. پس از تحول مقام به دستگاه، نظریه ادوار تقریباً کنار گذاشته شد.
در نظریه ادوار، دستان‌بندی سازها (نحوهٔ کوک ساز و موقعیت پرده‌های آن) به کمک تناسب‌های ریاضی توضیح داده می‌شد و برای هر نت موسیقی نامی با استفاده از ترکیب الفبای ابجد تعیین می‌گردید. به این ترتیب فاصله‌های موسیقایی دقیقاً مشخص می‌شدند. سپس با ترکیب این فواصل جنس‌هایی (دانگ‌هایی) درست می‌شد که ذی‌الاربع (دارای چهار نت) یا ذی‌الخمس (دارای پنج نت) نام می‌گرفتند و از ترکیب یک جنس ذی‌الاربع و یک جنس ذی‌الخمس یک اکتاو کامل به دست می‌آمد که به آن «دور» گفته می‌شد. از بین این ادوار (که عموماً تعدادشان ۹۱ عدد در نظر گرفته می‌شده‌است)، برخی «ملایم» دانسته می‌شدند (یعنی به گوش خوش‌آهنگ بودند) و برخی ناملایم. دوازده دور ملایم در این میان اصلی دانسته می‌شدند که مقام‌های موسیقی را تشکیل می‌دادند.
فواصلی که در نظریه ادوار تعریف می‌شدند با کوک فیثاغورثی مطابقت داشتند (به جز فواصل ریزپرده‌ای که در کوک فیثاغورثی وجود ندارد). کوک سازهای موسیقی ایرانی در دوران معاصر، به اعتدال مساوی نزدیکتر است تا به کوک فیثاغورثی؛ به بیان دیگر، زمانی که تحول مقام به دستگاه رخ داد، سازهای ایرانی هم تا حدی مطبوع‌سازی شدند و لذا نظریهٔ ادوار، هم از حیث تعریف نحوهٔ دستان‌بندی ساز، و هم از حیث تعریف ساختار مُدال موسیقی ایرانی، کنار گذاشته شد. ساختار مدال موسیقی ایرانی اکنون با کمک ردیف شرح داده می‌شود.

## تاریخچه
اکثر رسالات قرون میانهٔ اسلامی در مکتب منتظمیه نوشته شده‌اند که سبکی از تشریح ادوار بود که بر پایهٔ نظریات صفی‌الدین ارموی در اواخر قرن هفتم هجری شکل گرفت. موسیقی‌دانان شاخص موسیقی کهن ایران نظیر فارابی، ابن سینا، صفی‌الدین ارموی و عبدالقادر مراغی همگی تئوری موسیقی را با استفاده از ادوار شرح داده‌اند؛ برخی از موسیقی‌دانان معاصر نظیر داریوش صفوت، مهدی برکشلی و تقی بینش نیز دیدگاه این نظریه‌پردازان کهن را شرح داده‌اند.
اساس نظریهٔ ادوار همان نظریهٔ دایره پنجم‌ها است که در یونان باستان توسط فیثاغورث شرح داده شده بود. در نظریهٔ ادوار، موقعیت نت‌ها و ساختار مُدال موسیقی به کمک فواصل چهارم درست (ذی‌الاربع) و پنجم درست (ذی‌الخمس) توضیح داده می‌شود (ر.ک. بخش دانگ‌ها). اما تعاریف و جزئیات این دانگ‌ها در طول زمان تغییر یافته‌است. برای مثال خیام نیشابوری در رسالهٔ موسیقی‌اش که تنها بخش‌هایی از آن به جا مانده، در بخشی تحت عنوان «القول علی اجناس الذی بالاربعه» از ۲۱ نوع ذی‌الاربع نام برده‌است. امروزه نظریهٔ ادوار بیشتر بر اساس دیدگاه صفی‌الدین ارموی و موسیقی‌دانان متأثر از او (نظیر عبدالقادر مراغه‌ای) شناخته می‌شود که هر دو هفت دانگ ذی‌الاربع را برمی‌شمارند و تعداد دانگ‌های ذی‌الخمس را هم دوازده یا سیزده عدد می‌دانند.
پس از دوران رخوت موسیقی ایران، و در دورهٔ قاجاریه که بار دیگر موسیقی مورد توجه قرار گرفت، مواجهه با موسیقی کلاسیک غربی باعث شد تا تئوری موسیقی ایرانی بر اساس تئوری موسیقی غربی و روش‌های نت‌نویسی نزدیک به آن بازنویسی شود. به بیان دیگر، با تحول مقام به دستگاه، نظریهٔ ادوار نیز عملاً کنار گذاشته شد.

## دستان‌بندی
در نظریهٔ ادوار، فرض بر آن می‌شده که موسیقی را می‌توان با کمک مجموعه‌ای از دایره‌ها یا دورها (ادوار) توصیف کرد؛ هر دایره تقریباً معادل مفهوم امروزی گام بوده‌است و شروع و پایان آن روی یک نت (موسیقی) بوده‌است. برخلاف گام دیاتونیک در موسیقی کلاسیک غربی که از دوازده نیم‌پرده تشکیل می‌شود، در نظریهٔ ادوار هر دور از هفده موضع (هفده نت) تشکیل می‌شده که جمعاً یک دور کامل (معادل اکتاو) را تشکیل می‌دادند. فاصلهٔ بین این مواضع با هم برابر نبوده‌است (یعنی یک دور به هفده فاصلهٔ مساوی تقسیم نمی‌شده‌است) و بر حسب ترتیب فواصل، دورهای مختلفی به دست می‌آمده‌است. بین نظریه‌پردازان مختلف (نظیر فارابی و ابن سینا) هم در مورد این ادوار اختلاف نظر بوده‌است اگر چه همگی به وجود دوازده «دور ملایم» اشاره کرده‌اند. موقعیت این نت‌ها روی دستهٔ ساز، موضوع بحث دستان‌بندی است. سید عباس معارف، مفهوم ادوار (یا دور) را معادل مفهوم امروزی تنالیته می‌داند.

### نت‌نویسی ابجد
برای نامگذاری نت‌هایی که ادوار را تشکیل می‌داده‌اند، از نت‌نویسی ابجد استفاده می‌شده‌است. در این شیوه، حروف بر اساس ابجد مرتب می‌شدند و به ترتیب به نت‌ها (پرده‌ها) منتسب می‌شدند. نشان دادن نت‌ها با حروف ابجد سابقهٔ طولانی دارد، چنان‌که یعقوب بن اسحاق کندی (درگذشتهٔ ۲۶۰ ه‍.ق) در آثار خود نت‌هایی که در هر اکتاو قرار داشتند را با کمک حروف ابجد از «ا» (الف) تا «ل» نشان داده و این را در اکتاوهای بعدی هم تکرار کرده‌است، فارابی (درگذشتهٔ ۳۳۹ ه‍.ق) در اکتاو دوم به جای تکرار حروف، حرف‌های بعدی (از «م» به بعد) را استفاده کرده‌است. اولین کسی که به مفهوم عددی حروف ابجد توجه کرد و برای نت دهم به بعد، از ترکیب «یا» (ی = ۱۰ + الف = ۱)، «یب»، «یج» و … استفاده کرد ابن زیله اصفهانی بود (درگذشتهٔ ۴۴۰ ه‍.ق).
در روشی که توسط صفی‌الدین ارموی و پس از او استفاده شده هم با رسیدن به حرف دهم ابجد (ی) که برابر با نت سل کرن می‌بود، حرف ی به ابتدای ابجدها اضافه می‌شد و حرف دوم مجدداً بر اساس حروف ابجد افزوده می‌شد (یا، یب، ...). در مجموع هجده نشان (برای هفده نت یک دایره، به اضافه تکرار نت اول در فاصلهٔ یک اکتاو بالاتر) استفاده می‌شد، لذا این نت آخر «یح» نام می‌گرفت. پس از «یح» نت‌های دیگری نیز تعریف می‌شد (به ترتیب یط، ک، کا، کب، کج، کد و …) اما این نت‌ها مربوط به دایره نبودند. ابتدای سیم با حرف الف (مخفف «اَنف» به معنی بینی، در اینجا به معنی شیطانک سر دستهٔ ساز)، و انتهای سیم با حرف «م» (مخفف «مشط» به معنی شانه، در اینجا به معنای خرک ساز) نشان داده می‌شد، و موقعیت تمام پرده‌های دیگر روی دستهٔ ساز عود، با استفاده از محاسباتی نشانه‌گذاری می‌شد، که به این نشانه‌ها «دستان» گفته می‌شد. عبدالقادر مراغی در جامع الالحان به نقل از صفی‌الدین ارموی، نحوهٔ محاسبهٔ این دستان‌ها را با تقسیم طول وتر (سیم ساز) به این شکل نقل کرده‌است:
| «                                                                                | پس وتر «ا م» را به دو قسمت مساوی تقسیم می‌کنیم و [نقطهٔ وسط را] «یح» نشان می‌کنیم؛ و طرف انف را «ا» و طرف مشط را «م» قرار می‌دهیم. سپس وتر را به سه قسمت تقسیم می‌کنیم و انتهای قسمت اول آن، که طرف انف است، را «یا» نشان می‌کنیم. سپس وتر را چهار قسمت می‌کنیم و انتهای قسمت اول را «ح» نشان می‌کنیم. سپس «ح م» را چهار قسمت می‌کنیم و انتهای قسمت اول را «یه» نشان می‌کنیم. سپس وتر را نه قسمت می‌کنیم و انتهای قسمت اول آن را «د» نشان می‌کنیم. سپس «د م» را نه قسمت می‌کنیم و انتهای قسمت اول آن را «ز» نشان می‌کنیم. سپس «ح م» را هشت قسمت می‌کنیم و در طرف بم، قسمتی دیگر به آن می‌افزاییم و آن را «ه‍» نشان می‌کنیم. سپس «ه‍ م» را هشت قسمت می‌کنیم و در طرف بم، قسمتی دیگر به آن می‌افزاییم و آن را «ب» نشان می‌کنیم. سپس «ب م» را سه قسمت می‌کنیم و انتهای قسمت اول را «یب» نشان می‌کنیم. سپس «ب م» را چهار قسمت می‌کنیم و انتهای قسمت اول را «ط» نشان می‌کنیم. سپس «ط م» را چهار قسمت می‌کنیم و انتهای قسمت اول را «یو» نشان می‌کنیم. سپس «یو م» را به دو قسمت مساوی تقسیم می‌کنیم و قسمتی دیگر مساوی آن قسمت‌ها در طرف بم به آن می‌افزاییم و آن را «و» نشان می‌کنیم. سپس «و م» را هشت قسمت می‌کنیم و قسمتی دیگر به آن می‌افزاییم و آن را «ج» نشان می‌کنیم. سپس «ج م» را چهار قسمت می‌کنیم و انتهای قسمت اول را «ی» نشان می‌کنیم. سپس «ی م» را چهار قسمت می‌کنیم و انتهای قسمت اول را «یز» نشان می‌کنیم. سپس «و م» را چهار قسمت می‌کنیم و انتهای قسمت اول را «یج» نشان می‌کنیم. سپس «د م» را سه قسمت می‌کنیم و انتهای قسمت اول را «ید» نشان می‌کنیم. این است جایگاه همهٔ دستان‌ها. | » |
| —عبدالقادر مراغی در جامع الالحان، به نقل از صفی‌الدین ارموی؛ ترجمه از بابک خضرائی | |   |

در زیر، جدول سمت راست موقعیت این نت‌ها را نشان می‌دهد و جدول سمت چپ نحوهٔ کوک ساز عود (که در آن زمان پنج سیم داشت) را نمایش می‌دهد.
| موقع انگشت              | سیم اول | سیم دوم | سیم سوم | سیم چهارم | سیم پنجم |
| ----------------------- | ------- | ------- | ------- | --------- | -------- |
| مطلق (سیم آزاد)         | ۰       | ۴۹۸     | ۹۹۶     | ۲۹۴       | ۷۹۲      |
| زائد (انگشت اول)        | ۹۰      | ۵۸۸     | ۱۰۸۶    | ۳۸۴       | ۸۸۲      |
| مجنب (انگشت اول)        | ۱۸۰     | ۶۷۸     | ۱۱۷۶    | ۴۷۴       | ۹۷۲      |
| سبابه (انگشت اول)       | ۲۰۴     | ۷۰۲     | ۱۲۰۰    | ۴۹۸       | ۹۹۶      |
| وسطای فارسی (انگشت دوم) | ۲۹۴     | ۷۹۲     | ۹۰      | ۵۵۸       | ۱۰۸۶     |
| وسطای زلزل (انگشت دوم)  | ۳۸۴     | ۸۸۲     | ۱۸۰     | ۶۷۸       | ۱۱۷۶     |
| بنصر (انگشت سوم)        | ۴۰۸     | ۹۰۶     | ۲۰۴     | ۷۰۲       | ۱۲۰۰     |
| خنصر (انگشت چهارم)      | ۴۹۸     | ۹۹۶     | ۲۹۴     | ۷۹۲       | —        |

| حرف ابجد | نسبت بسامد     | فاصله بر حسب سنت | نام فاصله (موسیقی) | نام نت معادل بر پایهٔ نت دو (نت موسیقی) | محل پرده در روی دسته سه‌تار |
| -------- | -------------- | ---------------- | ------------------ | -------------------------------------- | -------------------------- |
| ا        | ۱:۱            | ۰                | هم‌صدا              | دو                                     | دست باز                    |
| ب        | ۲۵۶:۲۴۳        | ۹۰٫۲۳            | دوم کوچک           | ر بمل                                  | موجود نیست                 |
| ج        | ۶۵۵۳۶:۵۹۰۴۹    | ۱۸۰٫۴۵           | دوم نیم‌بزرگ        | ر کرن                                  | پردهٔ اول                   |
| د        | ۹:۸            | ۲۰۳٫۹۱           | دوم بزرگ           | ر                                      | پردهٔ دوم                   |
| ه        | ۳۲:۲۷          | ۲۹۴٫۱۴           | سوم کوچک           | می بمل                                 | پردهٔ سوم                   |
| و        | ۸۱۹۲:۶۵۶۱      | ۳۸۴٫۳۶           | سوم نیم‌بزرگ        | می‌کرن                                  | پردهٔ چهارم                 |
| ز        | ۸۱:۶۴          | ۴۰۷٫۸۲           | سوم بزرگ           | می                                     | پردهٔ پنجم                  |
| ح        | ۴:۳            | ۴۹۸٫۰۵           | چهارم درست         | فا                                     | پردهٔ ششم                   |
| ط        | ۱۰۲۴:۷۲۹       | ۵۸۸٫۲۷           | پنجم کاسته         | سل بمل                                 | پردهٔ هفتم                  |
| ی        | ۲۶۲۱۴۴:۱۷۷۱۴۷  | ۶۷۸٫۵۰           | پنجم کم‌کاسته       | سل کرن                                 | پردهٔ هشتم                  |
| یا       | ۳:۲            | ۷۰۱٫۹۶           | پنجم درست          | سل                                     | پردهٔ نهم                   |
| یب       | ۱۲۸:۸۱         | ۷۹۲٫۱۸           | ششم کوچک           | لا بمل                                 | پردهٔ دهم                   |
| یج       | ۳۲۷۶۸:۱۹۶۸۳    | ۸۸۲٫۴۱           | ششم نیم‌بزرگ        | لا کرن                                 | پردهٔ یازدهم                |
| ید       | ۲۷:۱۶          | ۹۰۵٫۸۷           | ششم بزرگ           | لا                                     | پردهٔ دوازدهم               |
| یه       | ۱۶:۹           | ۹۹۶٫۰۹           | هفتم کوچک          | سی بمل                                 | پردهٔ سیزدهم                |
| یو       | ۴۰۹۶:۲۱۸۷      | ۱۰۸۶٫۳۲          | هفتم نیم‌بزرگ       | سی کرن                                 | پردهٔ چهاردهم               |
| یز       | ۱۰۴۸۵۷۶:۵۳۱۴۴۱ | ۱۱۷۶٫۵۴          | هفتم بزرگ          | سی                                     | پردهٔ پانزدهم               |
| یح       | ۲:۱            | ۱۲۰۰             | اکتاو              | دو (یک اکتاو بالاتر)                   | پردهٔ شانزدهم               |

### فاصله‌ها
در نظریهٔ ادوار، فاصله‌ها یا ابعاد اصلی بین نت‌ها عبارت بودند از:
- ذی‌الکُل: فاصله بین دو نت هم نام ولی دارای بسامد متفاوت، که در آن بسامد نت بالاتر دو برابر نت پایین است. در تئوری موسیقی جدید این فاصله اکتاو یا هنگام نامیده می‌شود.
- ذی‌الخَمْس: همان پنجم درست است مانند فاصلهٔ بین نت دو تا سل.
- ذی‌الاربع: همان چهارم درست است مانند فاصلهٔ بین نت دو تا فا.
- طنینی: معادل فاصلهٔ دوم بزرگ؛ مانند فاصله بین نت دو تا ر. این فاصله را به اختصار با «ط» نشان می‌دادند.
- بقیه: معادل فاصلهٔ دوم کوچک و برابر با نیم‌پرده‌است. مانند فاصله بین نت دو تا ر بمل. این فاصله به اختصار با «ب» نشان داده می‌شد.
- مُجَنَب: فاصله‌ای که از نیم پرده بزرگتر و از یک پرده کوچکتر است. این فاصله به اختصار با «ج‍» نشان داده می‌شد.

بعدها فرصت شیرازی یک فاصلهٔ دیگر هم معرفی کرد به نام طنینی مُستَزاد (بیش‌طنینی) که معادل دوم بیش‌بزرگ است و آن را با «ه‍» نمایش می‌دهند. به فواصل طنینی، مجنب، و بقیه ابعاد صِغار (فواصل کوچک) گفته می‌شد و گاه نیز به آن‌ها فواصل لحنیه (فاصله‌های ملودیک) نام می‌دادند.
اندازهٔ فاصلهٔ طنینی با تفاضل یک چهارم درست (ذی‌الاربع) از یک پنجم درست (ذی‌الخمس) به دست می‌آمد. فاصلهٔ بقیهٔ دقیقاً نصف طنینی نبود. هر فاصلهٔ طنینی (یک پرده) را به صورت مجموع دو فاصلهٔ بقیه (نیم‌پرده) به اضافهٔ یک فاصلهٔ «فضل» (یا فضله، به معنای اضافه) در نظر می‌گرفتند. فاصلهٔ مجنب هم بر حسب موقعیتش، یا برابر با بقیه + فضل، یا برابر بقیه + بقیه (یعنی دو برابر بقیه) در نظر گرفته می‌شد. اندازهٔ فاصلهٔ «بقیه»، با کمک ترکیب آن با طنینی برای تشکیل یکی از فواصل بزرگتر تعریف می‌شد؛ مثلاً پنجم درست یا ذی‌الخمس به صورت ط + ط + ط + ب تعریف می‌شد، و چهارم درست به صورت ط + ط + ب.
فاصلهٔ مجنب که از طنینی کوچکتر اما از نیم‌پرده بزرگتر بود، یک فاصلهٔ ریزپرده‌ای است. روح‌الله خالقی در کتاب نظری به موسیقی فاصلهٔ «مجنب» را دوم نیم‌بزرگ می‌نامد. اندازهٔ این فاصله نیز به‌طور تقریبی «سه ربع پرده» توصیف شده‌است اگر چه در این نظام کوک، ربع پرده به معنای یک چهارم پرده وجود نداشت. فاصلهٔ «بقیه» از همه کوچکتر بود و مراغی در جامع الالحان به این نکته که فاصلهٔ مجنب و بقیه از جایی به جای دیگر تغییر می‌کند اشاره کرده و اندازهٔ تقریبی بقیه را حدوداً با نسبت ۲۰:۱۹ نزدیک دانسته‌است.
روشی که برای کوک کردن این فاصله‌ها به کار می‌رفت، منطبق بر کوک فیثاغورثی بود؛ مثلاً موقعیت فاصلهٔ پنجم درست، با نسبت ۳:۲ تعریف می‌شد (یعنی اگر نت دو با نواختن سیم ساز با دست باز به دست می‌آمد، چنانچه با انگشت گذاشتن روی ساز طول سیم به دو سوم کاهش می‌یافت، نت جدید در فاصلهٔ پنجم درست از نت اول می‌بود، یعنی نت سل). فاصلهٔ چهارم درست نیز به طریق مشابهی با نسبت ۴:۳ به دست می‌آمد، و فاصلهٔ طنینی هم با نسبت ۹:۸ تعریف می‌شد. بسامد نت‌ها نیز با استفاده از همین تناسبات قابل محاسبه است، مثلاً اگر بسامد نت دو ۲۶۱ هرتز باشد، بسامد نت سل (با فاصلهٔ پنجم درست و نسبت ۳:۲) با محاسبهٔ ‎۲۶۱ ‎× ۳ ‎÷ ۲ حدود ۲۹۳٫۶ هرتز خواهد بود.

### مقایسه با اعتدال مساوی
در موسیقی معاصر غربی، کوک سازها با روش اعتدال مساوی انجام می‌شود. در این روش هر اکتاو که برابر ۱۲۰۰ سنت است، به ۱۲ نیم‌پرده متساوی که هر کدام ۱۰۰ سنت هستند تقسیم می‌گردد، لذا هر پرده برابر ۲۰۰ سنت خواهد بود. از آنجا که کوک مورد نظر در نظریه ادوار، کوک فیثاغورثی بوده‌است، فاصلهٔ طنینی (یک پرده) به جای ۲۰۰ سنت، حدود ۲۰۳٫۹۱ سنت یا به‌طور تقریبی ۲۰۴ سنت به دست می‌آید و فاصلهٔ «بقیه» هم تقریباً برابر ۹۰ سنت خواهد بود. جدول زیر، فواصل نت‌های پیاپی را بر حسب سنت نشان می‌دهد.
| پرده          | ا | ا  | ب  | ب  | ج  | ج  | د  | د  | ه  | ه  | و  | و  | ز  | ز  | ح  | ح  | ط  | ط  | ی  | ی  | یا | یا | یب | یب | یج | یج | ید | ید | یه | یه | یو | یو | یز | یز | یح | یح |
| روش صفی‌الدین  |   | ۹۰ | ۹۰ | ۹۰ | ۹۰ | ۲۴ | ۲۴ | ۹۰ | ۹۰ | ۹۰ | ۹۰ | ۲۴ | ۲۴ | ۹۰ | ۹۰ | ۹۰ | ۹۰ | ۹۰ | ۹۰ | ۲۴ | ۲۴ | ۹۰ | ۹۰ | ۹۰ | ۹۰ | ۲۴ | ۲۴ | ۹۰ | ۹۰ | ۹۰ | ۹۰ | ۹۰ | ۹۰ | ۲۴ | ۲۴ |    |
| روش عبدالقادر |   | ۹۰ | ۹۰ | ۹۰ | ۹۰ | ۲۴ | ۲۴ | ۹۰ | ۹۰ | ۹۰ | ۹۰ | ۲۴ | ۲۴ | ۹۰ | ۹۰ | ۹۰ | ۹۰ | ۹۰ | ۹۰ | ۲۴ | ۲۴ | ۹۰ | ۹۰ | ۹۰ | ۹۰ | ۲۴ | ۲۴ | ۹۰ | ۹۰ | ۹۰ | ۹۰ | ۲۴ | ۲۴ | ۹۰ | ۹۰ |    |

## ادوار ملایم و متنافر
- توالی سه فاصلهٔ طنینی، یا چهار فاصلهٔ مجنب
- توالی هر سه فاصلهٔ لحنی (بقیه، مجنب و طنینی) در یک دانگ
- آمدن مجنب پس از بقیه
- توالی دو فاصلهٔ بقیه

فاصله‌های ذی‌الکل، ذی‌الخمس و ذی‌الاربع را فواصل «ملایم» می‌نامیدند زیرا در صورت هم‌زمان نواخته شدن، صدایشان برای گوش هماهنگ (یا هارمونیک) بود. بقیهٔ فاصله‌ها به صورت هم‌زمان ملایم دانسته نمی‌شدند، اما اجرای آن‌ها به صورت پیاپی (لحنی، یا ملودیک) گاهی ملایم دانسته می‌شد؛ مثلاً اجرای دو فاصلهٔ طنینی پیاپی، ملایم دانسته می‌شد، اما اجرای دو فاصلهٔ بقیه به صورت پیاپی، ناملایم دانسته می‌شد. همچنین اجرای فاصلهٔ مجنب بعد از فاصلهٔ بقیه، اجرای سه فاصلهٔ طنینی به صورت پیاپی، اجرای چهار فاصلهٔ مجنب به‌طور پیاپی، و توالی هر سه بعد لحنی (طنینی، مجنب و بقیه) در یک دانگ (ذی‌الاربع)، ناملایم دانسته می‌شدند. با این حال صفی‌الدین ارموی در فواصلِ پنجم درست (ذی‌الخمس) عدول از برخی از این شرط‌ها را مجاز می‌داند (به خصوص، توالی دو بقیه، یا سه طنینی، یا چهار مجنب) و به‌طور خاص، توالی سه طنینی اگر از دو دانگ مختلف حاصل شده باشد (مثلاً دو طنینی انتهای یک ذی‌الاربع و سومی در ابتدای ذی‌الخمس متصل به آن باشد) لزوماً ناملایم دانسته نشده‌است.
هر دور معمولاً شامل هفت نت به اضافهٔ تکرار نت اول (جمعاً هشت نت) می‌شد، اگر چه برخی از دوایر ۹ نت داشتند. از بین تمام ادواری که از ترکیب هفده پردهٔ یک ساز و با شروع از هر کدام از نت‌ها می‌تواند به دست بیاید، بیشتر منابع تنها ۹۱ دور را در خور قبول می‌دانستند؛ این شامل ۱۲ دور ملایم و ۶۹ دور متنافر می‌شد. ادوار متنافر نیز به دو زیرگروه ادوار خفی‌التنافر (با تنافر مخفی)، و ادوار ظاهرالتنافر (با تنافر آشکار) تقسیم می‌شدند؛ ادواری که در آن‌ها عوامل تنافر (همان معیارهای ناملایم بودن) وجود داشت «ظاهرالتنافر» دانسته می‌شدند، و ادواری که در آن‌ها عوامل تنافر وجود نداشت اما کماکان تعداد نسبت‌های مطبوع (فواصل هشتم، پنجم و چهارم درست) بین درجاتشان کمتر از شمار کل درجات آن دور بود، «خفی‌التنافر» تلقی می‌شدند.
ادوار ملایم مقام‌های دوازده‌گانه را تشکیل می‌دادند که عبارت بودند از عشاق، نوا، بوسلیک، راست، زنگوله، اصفهان، حسینی، حجازی، زیرافکند، راهوی، عراق، و بزرگ. دورهای متنافر با نام شناخته نمی‌شدند بلکه با شماره شناسایی می‌شدند؛ مثلاً عبدالقادر مراغی در مقاصدالالحان دایره ۴۴ را (که مطابق مقام اصفهان با شروع از موضع اصلی آن مقام است) با نام «اصفهان» یا «اصفهان اصل» می‌شناسد اما دایره ۶۷ را که فواصلی دقیقاً مشابه دارد اما از نتی دیگر شروع شده، اصفهان نمی‌خواند بلکه تنها دایره ۶۷ می‌نامد.
در مورد تعداد کل ادوار نیز بین منابع مختلف اختلاف هست. ارموی نشان داد که هر دور از ترکیب یک دانگ کوچک (به اندازهٔ فاصلهٔ چهارم درست) و یک دانگ بزرگ (به اندازهٔ فاصلهٔ پنجم درست) تشکیل می‌شود و با معرفی هفت دانگ کوچک و دوازده دانگ بزرگ، جمعاً ۸۴ دور ملایم به دست آورد. بعد از او علی بن محمد جرجانی نشان داد که دانگ بزرگ را می‌توان به نوزده نوع تنظیم کرد و به این ترتیب ۱۳۳ دور ملایم و غریب به ملایم به دست آورد. نهایتاً عبدالقادر مراغه‌ای از این میان ۹۱ دور را درخورد توجه دانست.

### دانگ‌ها
چنان‌که گفته شد، هر دور به صورت ترکیبی از دو دانگ (یک ذی‌الاربع و یک ذی‌الخمس) تعریف می‌شد که به آن‌ها «جنس» می‌گفتند. فاصله هر نت دانگ با نت بعدی برابر با بقیه، مجنب یا طنینی بود و فواصل دیگر به کار نمی‌رفتند؛ مثلاً جنس ذی‌الاربع «دو، ر کرن، ر بکار، می» ملایم دانسته نمی‌شد چرا که فاصلهٔ بین ر کرن و ر بکار کمتر از «بقیه» بود. همچنین جنس ذی‌الاربع «سل، لا بمل، لا بکار، دو» نیز ملایم دانسته نمی‌شد چون دو فاصلهٔ «بقیه» به صورت پیاپی در آن استفاده شده بود (که این توالی ملایم دانسته نمی‌شد).
اجناس ذی‌الاربع، که همگی به اندازهٔ یک چهارم درست طول داشتند، توسط ارموی و مراغی به هفت شکل تقسیم می‌شدند. در مقابل، برای اجناس ذی‌الخمس که همگی به اندازهٔ یک پنجم درست طول داشتند، ارموی دوازده شکل و مراغی سیزده شکل مختلف ذکر می‌کند. محمد بنایی که از پیروان مکتب ارموی و مراغی بود برای هر یک از اجناسی که توسط ارموی معرفی شده‌اند نامی نیز در رسالهٔ موسیقی خود ذکر کرده‌است.
|                                     | اقسام       | فواصل (ط = طنینی، ج‍ = مجنب، ب = بقیه) | پرده‌ها (نت‌نویسی ابجد) | نام        |
| ----------------------------------- | ----------- | ------------------------------------ | --------------------- | ---------- |
| اجناس ذی‌الاربع (دانگ‌های چهارم درست) | قِسم اول     | ط ط ب                                | ا د ز ح               | عشاق       |
| اجناس ذی‌الاربع (دانگ‌های چهارم درست) | قسم دوم     | ط ب ط                                | ا د ه‍ ح                | نوا        |
| اجناس ذی‌الاربع (دانگ‌های چهارم درست) | قسم سوم     | ب ط ط                                | ا ب ه‍ ح                | بوسلیک     |
| اجناس ذی‌الاربع (دانگ‌های چهارم درست) | قسم چهارم   | ط ج‍ ج                                 | ا د و ح               | راست.      |
| اجناس ذی‌الاربع (دانگ‌های چهارم درست) | قسم پنجم    | ج‍ ج‍ ط                                  | ا ج ه‍ ح                | نوروز      |
| اجناس ذی‌الاربع (دانگ‌های چهارم درست) | قسم ششم     | ج‍ ط ج                                 | ا ج و ح               | عراق       |
| اجناس ذی‌الاربع (دانگ‌های چهارم درست) | قسم هفتم    | ج‍ ج‍ ج‍ ب                                 | ا ج ه‍ ز ح              | اصفهان     |
| اجناس ذی‌الخمس (دانگ‌های پنجم درست)   | قسم اول     | ط ط ب ط                              | ح یا ید یه یح         | عشاق       |
| اجناس ذی‌الخمس (دانگ‌های پنجم درست)   | قسم دوم     | ط ب ط ط                              | ح یا یب یه یح         | نوا        |
| اجناس ذی‌الخمس (دانگ‌های پنجم درست)   | قسم سوم     | ب ط ط ط                              | ح ط یب یه یح          | بوسلیک     |
| اجناس ذی‌الخمس (دانگ‌های پنجم درست)   | قسم چهارم   | ط ج‍ ج‍ ط                                | ح یا یج یه یح         | راست.      |
| اجناس ذی‌الخمس (دانگ‌های پنجم درست)   | قسم پنجم    | ج‍ ج‍ ط ط                                | ح ی یب یه یح          | حسینی      |
| اجناس ذی‌الخمس (دانگ‌های پنجم درست)   | قسم ششم     | ج‍ ط ج‍ ط                                | ح ی یج یه یح          | حجازی      |
| اجناس ذی‌الخمس (دانگ‌های پنجم درست)   | قسم هفتم    | ج‍ ج‍ ج‍ ب ط                               | ح ی یب ید یه یح       | همایون     |
| اجناس ذی‌الخمس (دانگ‌های پنجم درست)   | قسم هشتم    | ط ج‍ ج‍ ج‍ ب                               | ح یا یج یه یز یح      | اصفهان     |
| اجناس ذی‌الخمس (دانگ‌های پنجم درست)   | قسم نهم     | ج‍ ط ج‍ ج‍ ب                               | ح ی یج یه یز یح       | عراق       |
| اجناس ذی‌الخمس (دانگ‌های پنجم درست)   | قسم دهم     | ج‍ ب ط ج‍ ج                              | ح ی یا ید یو یح       | بزرگ       |
| اجناس ذی‌الخمس (دانگ‌های پنجم درست)   | قسم یازدهم  | ج‍ ج‍ ب ط ج                              | ح ی یب یج یو یح       | زیرافکند   |
| اجناس ذی‌الخمس (دانگ‌های پنجم درست)   | قسم دوازدهم | ط ج‍ ط ج                               | ح یا یج یو یح         | نیریز صغیر |
| اجناس ذی‌الخمس (دانگ‌های پنجم درست)   | قسم سیزدهم  | ط ط ج‍ ج                               | ح یا ید یو یح         |            |

نکته‌ای که از بررسی فهرست ذی‌الاربع‌ها و ذی‌الخمس‌ها بر می‌آید آن است که هر ذی‌الخمس را می‌شود از افزودن یک فاصلهٔ طنینی به یکی از ذی‌الاربع‌ها به دست آورد، و در بسیاری موارد می‌توان این کار را با افزودن یک فاصلهٔ طنینی به ابتدا یا انتهای یک ذی‌الاربع انجام داد (مثلاً با افزودن یک طنینی به انتهای قسم اول ذی‌الاربع، قسم اول ذی‌الخمس به دست می‌آید، یا با افزودن یک طنینی به ابتدای قسم چهارم ذی‌الاربع، قسم سیزدهم ذی‌الخمس حاصل می‌شود). از همین رو، دورهایی که از ترکیب چنین دانگ‌هایی حاصل شوند را می‌توان به صورت ترکیبی از دو ذی‌الاربع و یک فاصلهٔ طنینی نیز توصیف کرد. این شکل از توصیف دورها از زمان فارابی در کتاب موسیقی کبیر او مورد اشاره بوده‌است و ارموی نیز توضیح می‌دهد که چنین دورهایی می‌توانند به سه شکل حاصل بشوند: با چسباندن دو ذی‌الاربع و افزودن یک طنینی در انتها، با چسباندن دو ذی‌الاربع و افزودن یک طنینی در ابتدا، یا با قرار دادن یک طنینی میان دو ذی‌الاربع.

### دایره‌ها

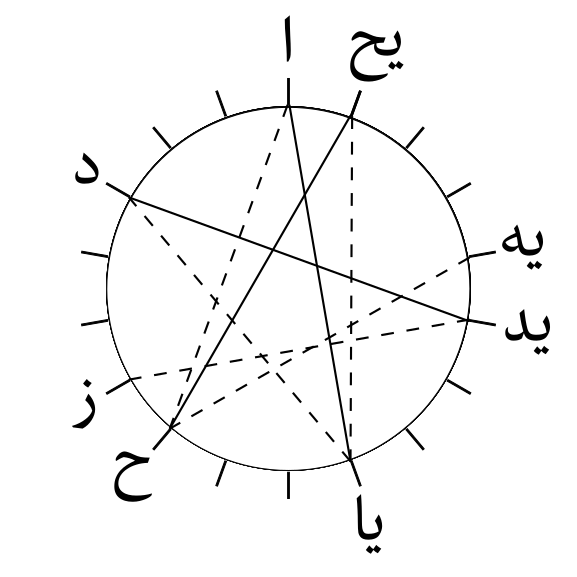
دایرهٔ عشاق؛ وترهایی که به صورت خط‌چین هستند فواصل چهارم درست، و وترهایی که به صورت خط ممتد هستند فواصل پنجم درست را نشان می‌دهند

برای تشکیل یک دور کامل (ذی‌الکل، یا اکتاو کامل)، سه راه وجود داشت: یا یک ذی‌الاربع توسط یک ذی‌الخمس دنبال شود، یا یک ذی‌الخمس توسط یک ذی‌الاربع دنبال شود، یا دو ذی‌الاربع به وسیلهٔ یک فاصلهٔ طنینی در بینشان به هم متصل گردند. ماحصل چنین ترکیبی به صورت یک دایره نمایش می‌یافت که در دورادور آن، هجده علامت گذاشته شده بود تا محیط دایره را به هفده قسمت مساوی (نمایانگر هفده فاصلهٔ موجود در یک ذی‌الکل) تقسیم کند. آن پرده‌هایی که در یک دور به خصوص استفاده می‌شدند، نامشان روی موقعیت مربوط دور دایره نشانه‌گذاری می‌شد. همچنین هر گاه بین دو تا از این پرده‌ها فاصلهٔ چهارم درست یا پنجم درست برقرار بود، این پرده‌ها با خطی به هم متصل می‌شدند؛ اگر فاصلهٔ بین دو پرده چهارم درست بود این فاصله با لفظ «مثل و ثلث» (مثل به معنی ۱ و ثلث به معنای یک‌سوم، جمعاً برابر چهارسوم، یا همان نسبت ۴:۳) برشمرده می‌شد، و اگر فاصلهٔ پنجم درست بود، با نام «مثل و نصف» (به معنی یک و یک‌دوم، یا همان نسبت ۳:۲). مراغی جمعاً نود و یک دور را برمی‌شمرد که در جدول زیر آمده‌اند. از این میان، دوازده دایره، که منطبق بر مقام‌های دوازده‌گانهٔ اصلی بودند به جز شماره با نامشان نیز شناخته می‌شدند؛ مثلاً دایرهٔ ۴۴ را اصفهان نیز می‌نامیدند. قابل توجه است که برخی دوایر دیگر نیز از نظر فواصل، با مقام اصفهان سازگار بودند (مثلاً دایرهٔ ۷۶ اصفهان با شروع از درجهٔ دوم است و دایرهٔ ۵۵ اصفهان با شروع از درجهٔ سوم) اما فقط آن دایره‌ای را اصفهان می‌خواندند که شروعش از نت پایهٔ مقام اصفهان باشد. به دوازده دایره‌ای که بر مقام‌ها منطبق بودند «پرده» نیز گفته می‌شد اما لفظ پرده برای بقیهٔ ۹۱ دایره استفاده نمی‌شد و فقط با نام «دایره» شناخته می‌شدند.
| \| شماره \| نام \| جنس اول (ذی‌الاربع) \| جنس دوم (ذی‌الخمس) \| پرده‌ها \| \| ----- \| -------- \| ------------------ \| ----------------- \| ----------------------- \| \| ۱ \| عشاق \| قسم اول \| قسم اول \| ا د ز ح یا ید یه یح \| \| ۲ \| \| قسم اول \| قسم دوم \| ا د ز ح یا یب یه یح \| \| ۳ \| \| قسم اول \| قسم سوم \| ا د ز ح ط یب یه یح \| \| ۴ \| \| قسم اول \| قسم چهارم \| ا د ز ح یا یج یه یح \| \| ۵ \| \| قسم اول \| قسم پنجم \| ا د ز ح ی یب یه یح \| \| ۶ \| \| قسم اول \| قسم ششم \| ا د ز ح ی یج یه یح \| \| ۷ \| \| قسم اول \| قسم هفتم \| ا د ز ح ی یب ید یه یح \| \| ۸ \| \| قسم اول \| قسم هشتم \| ا د ز ح یا یج یه یز یح \| \| ۹ \| \| قسم اول \| قسم نهم \| ا د ز ح ی یج یه یز یح \| \| ۱۰ \| \| قسم اول \| قسم دهم \| ا د ز ح ی یا ید یو یح \| \| ۱۱ \| \| قسم اول \| قسم یازدهم \| ا د ز ح ی یب یج یو یح \| \| ۱۲ \| \| قسم اول \| قسم دوازدهم \| ا د ز ح یا یج یو یح \| \| ۱۳ \| \| قسم دوم \| قسم اول \| ا د ه‍ ح یا ید یه یح \| \| ۱۴ \| نوا \| قسم دوم \| قسم دوم \| ا د ه‍ ح یا یب یه یح \| \| ۱۵ \| \| قسم دوم \| قسم سوم \| ا د ه‍ ح ط یب یه یح \| \| ۱۶ \| \| قسم دوم \| قسم چهارم \| ا د ه‍ ح یا یج یه یح \| \| ۱۷ \| \| قسم دوم \| قسم پنجم \| ا د ه‍ ح ی یب یه یح \| \| ۱۸ \| \| قسم دوم \| قسم ششم \| ا د ه‍ ح ی یج یه یح \| \| ۱۹ \| \| قسم دوم \| قسم هفتم \| ا د ه‍ ح ی یب ید یه یح \| \| ۲۰ \| \| قسم دوم \| قسم هشتم \| ا د ه‍ ح یا یح یه یز یح \| \| ۲۱ \| \| قسم دوم \| قسم نهم \| ا د ه‍ ح ی یج یه یز یح \| \| ۲۲ \| \| قسم دوم \| قسم دهم \| ا د ه‍ ح ی یا ید یو یح \| \| ۲۳ \| \| قسم دوم \| قسم یازدهم \| ا د ه‍ ح ی یب یج یو یح \| \| ۲۴ \| \| قسم دوم \| قسم دوازدهم \| ا د ه‍ ح یا یج یو یح \| \| ۲۵ \| \| قسم سوم \| قسم اول \| ا ب ه‍ ح یا ید یه یح \| \| ۲۶ \| \| قسم سوم \| قسم دوم \| ا ب ه‍ ح یا یب یه یح \| \| ۲۷ \| بوسلیک \| قسم سوم \| قسم سوم \| ا ب ه‍ ح ط یب یه یح \| \| ۲۸ \| \| قسم سوم \| قسم چهارم \| ا ب ه‍ ح یا یج یه یح \| \| ۲۹ \| \| قسم سوم \| قسم پنجم \| ا ب ه‍ ح ی یب یه یح \| \| ۳۰ \| \| قسم سوم \| قسم ششم \| ا ب ه‍ ح ی یج یه یح \| \| ۳۱ \| \| قسم سوم \| قسم هفتم \| ا ب ه‍ ح ی یب ید یه یح \| \| ۳۲ \| \| قسم سوم \| قسم هشتم \| ا ب ه‍ ح یا یج یه یز یح \| \| ۳۳ \| \| قسم سوم \| قسم نهم \| ا ب ه‍ ح ی یج یه یز یح \| \| ۳۴ \| \| قسم سوم \| قسم دهم \| ا ب ه‍ ح ی یا ید یو یح \| \| ۳۵ \| \| قسم سوم \| قسم یازدهم \| ا ب ه‍ ح ی یب یج یو یح \| \| ۳۶ \| \| قسم سوم \| قسم دوازدهم \| ا ب ه‍ ح یا یج یو یح \| \| ۳۷ \| \| قسم چهارم \| قسم یکم \| ا د و ح یا ید یه یح \| \| ۳۸ \| \| قسم چهارم \| قسم دوم \| ا د و ح یا یب یه یح \| \| ۳۹ \| \| قسم چهارم \| قسم سوم \| ا د و ح ط یب یه یح \| \| ۴۰ \| راست \| قسم چهارم \| قسم چهارم \| ا د و ح یا یج یه یح \| \| ۴۱ \| \| قسم چهارم \| قسم پنجم \| ا د و ح ی یب یه یح \| \| ۴۲ \| زنگوله \| قسم چهارم \| قسم ششم \| ا د و ح ی یج یه یح \| \| ۴۳ \| \| قسم چهارم \| قسم هفتم \| ا د و ح ی یب ید یه یح \| \| ۴۴ \| اصفهان \| قسم چهارم \| قسم هشتم \| ا د و ح یا یج یه یز یح \| \| ۴۵ \| \| قسم چهارم \| قسم نهم \| ا د و ح ی یج یه یز یح \| \| ۴۶ \| \| قسم چهارم \| قسم دهم \| ا د و ح یا ید یو یح \| \| ۴۷ \| \| قسم چهارم \| قسم یازدهم \| ا د و ح ی یب یج یو یح \| \| ۴۸ \| \| قسم چهارم \| قسم دوازدهم \| ا د و ح یا یج یو یح \| \| ۴۹ \| \| قسم پنجم \| قسم اول \| ا ج ه‍ ح یا ید یه یح \| \| ۵۰ \| \| قسم پنجم \| قسم دوم \| ا ج ه‍ ح یا یب یه یح \| \| ۵۱ \| \| قسم پنجم \| قسم سوم \| ا ج ه‍ ح ط یب یه یح \| \| ۵۲ \| \| قسم پنجم \| قسم چهارم \| ا ج ه‍ ح یا یج یه یح \| \| ۵۳ \| حسینی \| قسم پنجم \| قسم پنجم \| ا ج ه‍ ح ی یب یه یح \| \| ۵۴ \| حجازی \| قسم پنجم \| قسم ششم \| ا ج ه‍ ح ی یج یه یح \| \| ۵۵ \| \| قسم پنجم \| قسم هفتم \| ا ج ه‍ ح ی یب ید یه یح \| \| ۵۶ \| \| قسم پنجم \| قسم هشتم \| ا ج ه‍ ح یا یج یه یز یح \| \| ۵۷ \| \| قسم پنجم \| قسم نهم \| ا ج ه‍ ح ی یج یه یز یح \| \| ۵۸ \| \| قسم پنجم \| قسم دهم \| ا ج ه‍ ح ی یا ید یو یح \| \| ۵۹ \| زیرافکند \| قسم پنجم \| قسم یازدهم \| ا ج ه‍ ح ی یب یج یو یح \| \| ۶۰ \| \| قسم پنجم \| قسم دوازدهم \| ا ج ه‍ ح یا یج یو یح \| \| ۶۱ \| \| قسم ششم \| قسم اول \| ا ج و ح یا ید یه یح \| \| ۶۲ \| \| قسم ششم \| قسم دوم \| ا ج و ح یا یب یه یح \| \| ۶۳ \| \| قسم ششم \| قسم سوم \| ا ج و ح ط یب یه یح \| \| ۶۴ \| \| قسم ششم \| قسم چهارم \| ا ج و ح یا یج یه یح \| \| ۶۵ \| راهوی \| قسم ششم \| قسم پنجم \| ا ج و ح ی یب یه یح \| \| ۶۶ \| \| قسم ششم \| قسم ششم \| ا ج و ح ی یج یه یح \| \| ۶۷ \| \| قسم ششم \| قسم هفتم \| ا ج و ح ی یب ید یه یح \| \| ۶۸ \| \| قسم ششم \| قسم هشتم \| ا ج و ح یا یج یه یز یح \| \| ۶۹ \| عراق \| قسم ششم \| قسم نهم \| ا ج و ح ی یج یه یز یح \| \| ۷۰ \| بزرگ \| قسم ششم \| قسم دهم \| ا ج و ح ی یا ید یو یح \| \| ۷۱ \| \| قسم ششم \| قسم یازدهم \| ا ج و ح ی یب یج یو یح \| \| ۷۲ \| \| قسم ششم \| قسم دوازدهم \| ا ج و ح یا یج یو یح \| \| ۷۳ \| \| قسم هفتم \| قسم اول \| ا ج ه‍ ز ح یا ید یه یح \| \| ۷۴ \| \| قسم هفتم \| قسم دوم \| ا ج ه‍ ز ح یا یب یه یح \| \| ۷۵ \| \| قسم هفتم \| قسم سوم \| ا ج ه‍ ز ح ط یب یه یح \| \| ۷۶ \| \| قسم هفتم \| قسم چهارم \| ا ج ه‍ ز ح یا یج یه یح \| \| ۷۷ \| \| قسم هفتم \| قسم پنجم \| ا ج ه‍ ز ح ی یب یه یح \| \| ۷۸ \| \| قسم هفتم \| قسم ششم \| ا ج ه‍ ز ح ی یج یه یح \| \| ۷۹ \| \| قسم هفتم \| قسم هفتم \| ا ج ه‍ ز ح ی یب ید یه یح \| \| ۸۰ \| \| قسم هفتم \| قسم هشتم \| ا ج ه‍ ز ح یا یج یه یز یح \| \| ۸۱ \| \| قسم هفتم \| قسم نهم \| ا ج ه‍ ز ح ی یج یه یز یح \| \| ۸۲ \| \| قسم هفتم \| قسم دهم \| ا ج ه‍ ز ح ی یا ید یو یح \| \| ۸۳ \| \| قسم هفتم \| قسم یازدهم \| ا ج ه‍ ز ح ی یب یج یو یح \| \| ۸۴ \| \| قسم هفتم \| قسم دوازدهم \| ا ج ه‍ ز ح یا یج یو یح \| \| ۸۵ \| \| قسم اول \| قسم سیزدهم \| ا د ز ح یا ید یه یو یح \| \| ۸۶ \| \| قسم دوم \| قسم سیزدهم \| ا د ه‍ ح ط یا ید یو یح \| \| ۸۷ \| \| قسم سوم \| قسم سیزدهم \| ا ب ه‍ ح یا ید یو یح \| \| ۸۸ \| \| قسم چهارم \| قسم سیزدهم \| ا د و ح یا ید یو یح \| \| ۸۹ \| \| قسم پنجم \| قسم سیزدهم \| ا ج ه‍ ح یا ید یو یح \| \| ۹۰ \| \| قسم ششم \| قسم سیزدهم \| ا ج و ح یا ید یو یح \| \| ۹۱ \| \| قسم هفتم \| قسم سیزدهم \| ا ج ه‍ ز ح یا ید یو یح \| |          |                    |                   |                         |
| شماره | نام      | جنس اول (ذی‌الاربع) | جنس دوم (ذی‌الخمس) | پرده‌ها                  |
| ۱ | عشاق     | قسم اول            | قسم اول           | ا د ز ح یا ید یه یح     |
| ۲ |          | قسم اول            | قسم دوم           | ا د ز ح یا یب یه یح     |
| ۳ |          | قسم اول            | قسم سوم           | ا د ز ح ط یب یه یح      |
| ۴ |          | قسم اول            | قسم چهارم         | ا د ز ح یا یج یه یح     |
| ۵ |          | قسم اول            | قسم پنجم          | ا د ز ح ی یب یه یح      |
| ۶ |          | قسم اول            | قسم ششم           | ا د ز ح ی یج یه یح      |
| ۷ |          | قسم اول            | قسم هفتم          | ا د ز ح ی یب ید یه یح   |
| ۸ |          | قسم اول            | قسم هشتم          | ا د ز ح یا یج یه یز یح  |
| ۹ |          | قسم اول            | قسم نهم           | ا د ز ح ی یج یه یز یح   |
| ۱۰ |          | قسم اول            | قسم دهم           | ا د ز ح ی یا ید یو یح   |
| ۱۱ |          | قسم اول            | قسم یازدهم        | ا د ز ح ی یب یج یو یح   |
| ۱۲ |          | قسم اول            | قسم دوازدهم       | ا د ز ح یا یج یو یح     |
| ۱۳ |          | قسم دوم            | قسم اول           | ا د ه‍ ح یا ید یه یح      |
| ۱۴ | نوا      | قسم دوم            | قسم دوم           | ا د ه‍ ح یا یب یه یح      |
| ۱۵ |          | قسم دوم            | قسم سوم           | ا د ه‍ ح ط یب یه یح       |
| ۱۶ |          | قسم دوم            | قسم چهارم         | ا د ه‍ ح یا یج یه یح      |
| ۱۷ |          | قسم دوم            | قسم پنجم          | ا د ه‍ ح ی یب یه یح       |
| ۱۸ |          | قسم دوم            | قسم ششم           | ا د ه‍ ح ی یج یه یح       |
| ۱۹ |          | قسم دوم            | قسم هفتم          | ا د ه‍ ح ی یب ید یه یح    |
| ۲۰ |          | قسم دوم            | قسم هشتم          | ا د ه‍ ح یا یح یه یز یح   |
| ۲۱ |          | قسم دوم            | قسم نهم           | ا د ه‍ ح ی یج یه یز یح    |
| ۲۲ |          | قسم دوم            | قسم دهم           | ا د ه‍ ح ی یا ید یو یح    |
| ۲۳ |          | قسم دوم            | قسم یازدهم        | ا د ه‍ ح ی یب یج یو یح    |
| ۲۴ |          | قسم دوم            | قسم دوازدهم       | ا د ه‍ ح یا یج یو یح      |
| ۲۵ |          | قسم سوم            | قسم اول           | ا ب ه‍ ح یا ید یه یح      |
| ۲۶ |          | قسم سوم            | قسم دوم           | ا ب ه‍ ح یا یب یه یح      |
| ۲۷ | بوسلیک   | قسم سوم            | قسم سوم           | ا ب ه‍ ح ط یب یه یح       |
| ۲۸ |          | قسم سوم            | قسم چهارم         | ا ب ه‍ ح یا یج یه یح      |
| ۲۹ |          | قسم سوم            | قسم پنجم          | ا ب ه‍ ح ی یب یه یح       |
| ۳۰ |          | قسم سوم            | قسم ششم           | ا ب ه‍ ح ی یج یه یح       |
| ۳۱ |          | قسم سوم            | قسم هفتم          | ا ب ه‍ ح ی یب ید یه یح    |
| ۳۲ |          | قسم سوم            | قسم هشتم          | ا ب ه‍ ح یا یج یه یز یح   |
| ۳۳ |          | قسم سوم            | قسم نهم           | ا ب ه‍ ح ی یج یه یز یح    |
| ۳۴ |          | قسم سوم            | قسم دهم           | ا ب ه‍ ح ی یا ید یو یح    |
| ۳۵ |          | قسم سوم            | قسم یازدهم        | ا ب ه‍ ح ی یب یج یو یح    |
| ۳۶ |          | قسم سوم            | قسم دوازدهم       | ا ب ه‍ ح یا یج یو یح      |
| ۳۷ |          | قسم چهارم          | قسم یکم           | ا د و ح یا ید یه یح     |
| ۳۸ |          | قسم چهارم          | قسم دوم           | ا د و ح یا یب یه یح     |
| ۳۹ |          | قسم چهارم          | قسم سوم           | ا د و ح ط یب یه یح      |
| ۴۰ | راست     | قسم چهارم          | قسم چهارم         | ا د و ح یا یج یه یح     |
| ۴۱ |          | قسم چهارم          | قسم پنجم          | ا د و ح ی یب یه یح      |
| ۴۲ | زنگوله   | قسم چهارم          | قسم ششم           | ا د و ح ی یج یه یح      |
| ۴۳ |          | قسم چهارم          | قسم هفتم          | ا د و ح ی یب ید یه یح   |
| ۴۴ | اصفهان   | قسم چهارم          | قسم هشتم          | ا د و ح یا یج یه یز یح  |
| ۴۵ |          | قسم چهارم          | قسم نهم           | ا د و ح ی یج یه یز یح   |
| ۴۶ |          | قسم چهارم          | قسم دهم           | ا د و ح یا ید یو یح     |
| ۴۷ |          | قسم چهارم          | قسم یازدهم        | ا د و ح ی یب یج یو یح   |
| ۴۸ |          | قسم چهارم          | قسم دوازدهم       | ا د و ح یا یج یو یح     |
| ۴۹ |          | قسم پنجم           | قسم اول           | ا ج ه‍ ح یا ید یه یح      |
| ۵۰ |          | قسم پنجم           | قسم دوم           | ا ج ه‍ ح یا یب یه یح      |
| ۵۱ |          | قسم پنجم           | قسم سوم           | ا ج ه‍ ح ط یب یه یح       |
| ۵۲ |          | قسم پنجم           | قسم چهارم         | ا ج ه‍ ح یا یج یه یح      |
| ۵۳ | حسینی    | قسم پنجم           | قسم پنجم          | ا ج ه‍ ح ی یب یه یح       |
| ۵۴ | حجازی    | قسم پنجم           | قسم ششم           | ا ج ه‍ ح ی یج یه یح       |
| ۵۵ |          | قسم پنجم           | قسم هفتم          | ا ج ه‍ ح ی یب ید یه یح    |
| ۵۶ |          | قسم پنجم           | قسم هشتم          | ا ج ه‍ ح یا یج یه یز یح   |
| ۵۷ |          | قسم پنجم           | قسم نهم           | ا ج ه‍ ح ی یج یه یز یح    |
| ۵۸ |          | قسم پنجم           | قسم دهم           | ا ج ه‍ ح ی یا ید یو یح    |
| ۵۹ | زیرافکند | قسم پنجم           | قسم یازدهم        | ا ج ه‍ ح ی یب یج یو یح    |
| ۶۰ |          | قسم پنجم           | قسم دوازدهم       | ا ج ه‍ ح یا یج یو یح      |
| ۶۱ |          | قسم ششم            | قسم اول           | ا ج و ح یا ید یه یح     |
| ۶۲ |          | قسم ششم            | قسم دوم           | ا ج و ح یا یب یه یح     |
| ۶۳ |          | قسم ششم            | قسم سوم           | ا ج و ح ط یب یه یح      |
| ۶۴ |          | قسم ششم            | قسم چهارم         | ا ج و ح یا یج یه یح     |
| ۶۵ | راهوی    | قسم ششم            | قسم پنجم          | ا ج و ح ی یب یه یح      |
| ۶۶ |          | قسم ششم            | قسم ششم           | ا ج و ح ی یج یه یح      |
| ۶۷ |          | قسم ششم            | قسم هفتم          | ا ج و ح ی یب ید یه یح   |
| ۶۸ |          | قسم ششم            | قسم هشتم          | ا ج و ح یا یج یه یز یح  |
| ۶۹ | عراق     | قسم ششم            | قسم نهم           | ا ج و ح ی یج یه یز یح   |
| ۷۰ | بزرگ     | قسم ششم            | قسم دهم           | ا ج و ح ی یا ید یو یح   |
| ۷۱ |          | قسم ششم            | قسم یازدهم        | ا ج و ح ی یب یج یو یح   |
| ۷۲ |          | قسم ششم            | قسم دوازدهم       | ا ج و ح یا یج یو یح     |
| ۷۳ |          | قسم هفتم           | قسم اول           | ا ج ه‍ ز ح یا ید یه یح    |
| ۷۴ |          | قسم هفتم           | قسم دوم           | ا ج ه‍ ز ح یا یب یه یح    |
| ۷۵ |          | قسم هفتم           | قسم سوم           | ا ج ه‍ ز ح ط یب یه یح     |
| ۷۶ |          | قسم هفتم           | قسم چهارم         | ا ج ه‍ ز ح یا یج یه یح    |
| ۷۷ |          | قسم هفتم           | قسم پنجم          | ا ج ه‍ ز ح ی یب یه یح     |
| ۷۸ |          | قسم هفتم           | قسم ششم           | ا ج ه‍ ز ح ی یج یه یح     |
| ۷۹ |          | قسم هفتم           | قسم هفتم          | ا ج ه‍ ز ح ی یب ید یه یح  |
| ۸۰ |          | قسم هفتم           | قسم هشتم          | ا ج ه‍ ز ح یا یج یه یز یح |
| ۸۱ |          | قسم هفتم           | قسم نهم           | ا ج ه‍ ز ح ی یج یه یز یح  |
| ۸۲ |          | قسم هفتم           | قسم دهم           | ا ج ه‍ ز ح ی یا ید یو یح  |
| ۸۳ |          | قسم هفتم           | قسم یازدهم        | ا ج ه‍ ز ح ی یب یج یو یح  |
| ۸۴ |          | قسم هفتم           | قسم دوازدهم       | ا ج ه‍ ز ح یا یج یو یح    |
| ۸۵ |          | قسم اول            | قسم سیزدهم        | ا د ز ح یا ید یه یو یح  |
| ۸۶ |          | قسم دوم            | قسم سیزدهم        | ا د ه‍ ح ط یا ید یو یح    |
| ۸۷ |          | قسم سوم            | قسم سیزدهم        | ا ب ه‍ ح یا ید یو یح      |
| ۸۸ |          | قسم چهارم          | قسم سیزدهم        | ا د و ح یا ید یو یح     |
| ۸۹ |          | قسم پنجم           | قسم سیزدهم        | ا ج ه‍ ح یا ید یو یح      |
| ۹۰ |          | قسم ششم            | قسم سیزدهم        | ا ج و ح یا ید یو یح     |
| ۹۱ |          | قسم هفتم           | قسم سیزدهم        | ا ج ه‍ ز ح یا ید یو یح    |

دایرهٔ اول (که حاصل ترکیب قسم اول ذی‌الاربع با قسم اول ذی‌الخمس است) عشاق نامیده می‌شد. برای هر دایره، انواع مختلفی نیز برشمرده می‌شد؛ منظور از انواع، دایره‌های بود که با شروع از پرده‌های مختلف یک دایرهٔ اصلی به دست می‌آمدند. برای مثال، برای دایرهٔ شماره ۱ هشت نوع به شکل زیر برشمرده می‌شد، که نوع هشتم صرفاً تکرار نوع اول در یک اکتاو بالاتر است:
|           | نت شروع | ا | د | ز | ح | یا | ید | یه | یح | کا | کد | که | کح | لا | لب | له |
| --------- | ------- | - | - | - | - | -- | -- | -- | -- | -- | -- | -- | -- | -- | -- | -- |
| نوع اول   | ا       | ا | د | ز | ح | یا | ید | یه | یح |    |    |    |    |    |    |    |
| نوع دوم   | د       |   | د | ز | ح | یا | ید | یه | یح | کا |    |    |    |    |    |    |
| نوع سوم   | ز       |   |   | ز | ح | یا | ید | یه | یح | کا | کد |    |    |    |    |    |
| نوع چهارم | ح       |   |   |   | ح | یا | ید | یه | یح | کا | کد | که |    |    |    |    |
| نوع پنجم  | یا      |   |   |   |   | یا | ید | یه | یح | کا | کد | که | کح |    |    |    |
| نوع ششم   | ید      |   |   |   |   |    | ید | یه | یح | کا | کد | که | کح | لا |    |    |
| نوع هفتم  | یه      |   |   |   |   |    |    | یه | یح | کا | کد | که | کح | لا | لب |    |
| نوع هشتم  | یح      |   |   |   |   |    |    |    | یح | کا | کد | که | کح | لا | لب | له |

گذشته از این، هر دایره را می‌توان از پرده‌ای دیگر به جز پردهٔ اصلی‌اش نیز شروع کرد (مثلاً از وسط یک دایره شروع به شمارش کرد). مثلاً اگر دور «بوسلیک» به جای شروع از پردهٔ نخست («ا») از پردهٔ هفتم («ز») شروع شود (که به اصطلاح به آن «طبقهٔ هفتم بوسلیک» گفته می‌شد)، نتیجه به صورت «ز ح یا ید یه یح د ز» می‌شد که این پرده‌ها بر دور اول (یا طبقهٔ اول) «عشاق» منطبق بودند.

## مقایسه با کوک سازهای معاصر

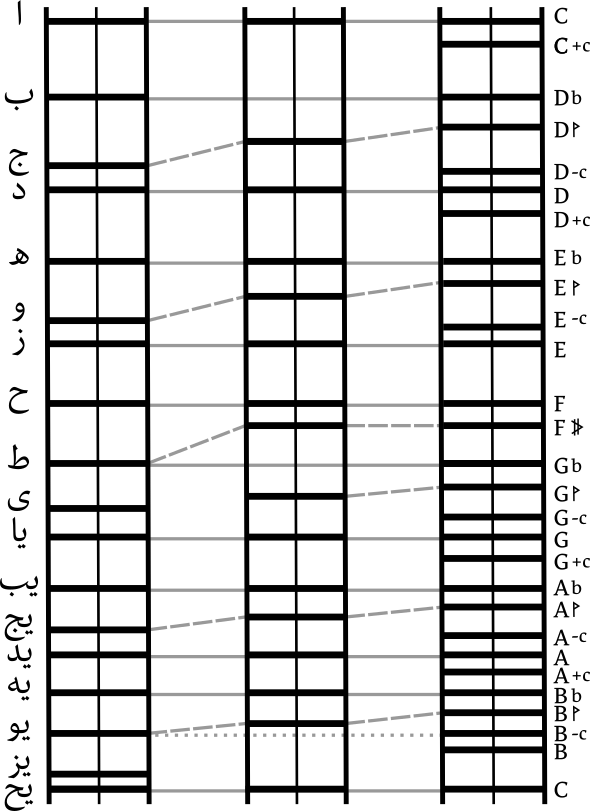
مقایسهٔ موقعیت پرده‌های ساز تار بر اساس کوک به روش عبدالقادر مراغی (چپ) و روش رایج در حال حاضر (وسط، بر اساس تحقیقات مهدی برکشلی)؛ در سمت راست، نموداری از موقعیت گام ۲۸ درجه‌ای که توسط برکشلی پیشنهاد شده بود نشان داده شده‌است. نشان b برای بمل، برای کرن و برای سری به کار رفته‌است. +c به معنای افزایش به اندازهٔ یک کمای هلدری و -c به معنای کاهش به همین اندازه است.

پس از تحول مقام به دستگاه، تحولات مختلفی در موسیقی ایران رخ داد و از جمله، سازهای موسیقی ایرانی تا حدی مطبوع‌سازی شدند. در نتیجه در کوک سازهای معاصر، فواصل با آنچه در نظریهٔ ادوار مطرح شده منطقی نیستند اگر چه کاملاً مطابق با اعتدال مساوی نیز نیستند. مجید کیانی، برای تعیین فواصل مورد استفاده در ساز استادان ردیف، تصویری از میرزاعبدالله را که در آن ساز تار را در دست گرفته‌است، با بزرگنمایی و استفاده از خط‌کش مدرج بررسی کرده و موقعیت پرده‌های ساز وی را مشخص کرده‌است. او با محاسباتی به این نتیجه می‌رسد که موقعیت نت‌های ا، د، ز، ح، یا، ید (نغمه‌های اصلی) و نیز پرده‌های ه‍، یب، یه (نیم‌پرده‌ها) در ساز میرزاعبدالله حفظ شده‌است، اما موقعیت ی، ج، یج، و، یو، ط به مقادیر مختلفی (کم یا زیاد) تغییر کرده‌است. کیانی مطبوع‌سازی این فواصل و نزدیک‌تر شدنشان به فاصله‌های اعتدال مساوی را متأثر از کنسرت‌های انجمن اخوت می‌داند که در آن‌ها سازهای ایرانی در کنار پیانو (که کوک اعتدال مساوی داشت) به کار می‌رفتند.
| پردهٔ ساز     | نام نت به روش ابجد | نام نتِ معادل بر پایهٔ نت دو           | فاصله از پردهٔ مطلق (دست باز) بر حسب سنت | فاصله از پردهٔ مطلق (دست باز) بر حسب سنت |
| پردهٔ ساز     | نام نت به روش ابجد | نام نتِ معادل بر پایهٔ نت دو           | روش عبدالقادر مراغی (مقام)              | ساز میرزاعبدالله (ردیف)                 |
| ------------ | ------------------ | ------------------------------------ | --------------------------------------- | --------------------------------------- |
| دست باز      | ا                  | دو                                   | ۰                                       | ۰                                       |
| پردهٔ اول     | ج                  | ر کرن                                | ۱۸۰٫۴۵                                  | ۱۴۴                                     |
| پردهٔ دوم     | د                  | ر                                    | ۲۰۳٫۹۱                                  | ۲۰۴٫۶                                   |
| پردهٔ سوم     | ه                  | می بمل                               | ۲۹۴٫۱۴                                  | ۲۹۵٫۱                                   |
| پردهٔ چهارم   | و                  | می‌کرن                                | ۳۸۴٫۳۶                                  | ۳۵۵٫۷                                   |
| پردهٔ پنجم    | ز                  | می                                   | ۴۰۷٫۸۲                                  | ۴۰۹٫۲                                   |
| پردهٔ ششم     | ح                  | فا                                   | ۴۹۸٫۰۵                                  | ۴۹۹٫۷                                   |
| پردهٔ هفتم    | ط                  | سل بمل (مراغی) فا سری (میرزاعبدالله) | ۵۸۸٫۲۷                                  | ۵۶۰٫۳                                   |
| پردهٔ هشتم    | ی                  | سل کرن                               | ۶۷۸٫۵۰                                  | ۶۴۳٫۷                                   |
| پردهٔ نهم     | یا                 | سل                                   | ۷۰۱٫۹۶                                  | ۷۰۴٫۳                                   |
| پردهٔ دهم     | یب                 | لا بمل                               | ۷۹۲٫۱۸                                  | ۷۹۴٫۸                                   |
| پردهٔ یازدهم  | یج                 | لا کرن                               | ۸۸۲٫۴۱                                  | ۸۴۸٫۳                                   |
| پردهٔ دوازدهم | ید                 | لا                                   | ۹۰۵٫۸۷                                  | ۹۰۸٫۹                                   |
| پردهٔ سیزدهم  | یه                 | سی بمل                               | ۹۹۶٫۰۹                                  | ۹۹۹٫۴                                   |
| پردهّ چهاردهم | یو                 | سی کرن                               | ۱۰۸۶٫۳۲                                 | ۱۰۶۰٫۱                                  |
| پردهٔ پانزدهم | یز                 | سی                                   | ۱۱۷۶٫۵۴                                 | ۱۱۱۳٫۵                                  |
| پردهٔ شانزدهم | یح                 | دو                                   | ۱۲۰۰                                    | ۱۲۰۴                                    |

داریوش طلایی نیز با بررسی سازهای ردیف‌نوازان و تحلیل مُدال موسیقی ردیف، برای اندازهٔ فاصله‌های موسیقی ایرانی از این اعداد استفاده می‌کند: فاصلهٔ دوم نیم‌بزرگ (نظیر دو تا ر کرن) برابر ۱۴۰ سنت، فاصلهٔ پرده (نظیر دو تا ر) برابر ۲۰۰ سنت، و فاصلهٔ نیم پرده بین ۸۰ تا ۱۲۰ سنت بر حسب موقعیت.
| پرده              | دو (دست باز) | دو (دست باز) | ر کرن | ر کرن | ر  | ر  | می بمل | می بمل | می‌کرن | می‌کرن | می | می  | فا  | فا | فا دیز | فا دیز | سل کرن | سل کرن | سل | سل  | لا کرن | لا کرن | لا | لا | سی کرن | سی کرن | سی بمل | سی بمل | سی | سی  | دو  | دو |
| فاصله با پردهٔ قبل |              | ۱۴۰          | ۱۴۰   | ۶۰    | ۶۰ | ۸۰ | ۸۰     | ۷۰     | ۷۰    | ۳۰    | ۳۰ | ۱۲۰ | ۱۲۰ | ۸۰ | ۸۰     | ۶۰     | ۶۰     | ۶۰     | ۶۰ | ۱۴۰ | ۱۴۰    | ۶۰     | ۶۰ | ۸۰ | ۸۰     | ۷۰     | ۷۰     | ۳۰     | ۳۰ | ۱۲۰ | ۱۲۰ |    |

## نقد
مهم‌ترین نقدی که به نظریهٔ ادوار مطرح شده آن است که نویسندگان رساله‌های مربوط به این نظریه، عموماً توسط کسانی نوشته شده‌اند که یا نظریه‌پرداز موسیقی بوده‌اند یا صرفاً یک کاتب، و نه کسانی که نوازنده یا آهنگساز قهاری بوده‌اند. در نتیجه به عقیدهٔ برخی این نظریه تفاوت‌هایی که نوازندگان در اجرای قطعات داشتند را منعکس نمی‌کرده و بیش از آن که به حقیقت موسیقی زمان خود پایبند باشد به نظام‌مند کردن آن پایبند بوده‌است. همچنین نظریهٔ ادوار بیش از آن که روشی برای آموزش موسیقی و انتقال دانش موسیقی باشد، روشی برای ارتباط دادن موسیقی با علوم طبیعی دانسته شده و توجه به نسبت‌ها (کسرهای ریاضی) در این نظریه نیز از همین جهت دانسته شده‌است. حتی خود لفظ «ادوار» و تکیه بر شکل دایره برای توصیف نظری موسیقی نیز تلاشی برای ارتباط دادن موسیقی با مفاهیم علمی و فلسفی دیگر دانسته شده که بیشتر از آن که نقشی علمی داشته باشد، وظیفه‌ای نمادین ایفا می‌کرده‌است. همچنین اشاره‌ای که در نظریهٔ ادوار (و کلاً در مطالب مربوط به مقام‌های موسیقی به ۱۲ مقام، هفت آواز و چهار شعبه می‌شده به بار فلسفی و مذهبی اعداد ۴، ۷ و ۱۲ مربوط دانسته شده‌است.

## منبع‌شناسی
یکی از شاخص‌ترین کتاب‌ها در زمینهٔ ادوار، کتاب الادوار فی الموسیقی نوشتهٔ صفی‌الدین ارموی است. در این کتاب، صفی‌الدین به بررسی موسیقی ایران از نظر تئوری موسیقی پرداخته و خصوصیاتی از قبیل پرده‌ها و نغمات را در چارچوب دو دایره با نام‌های «ادوار مشهوره» و «ادوار کثیره» شرح داده‌است. وی همچنین نحوهٔ کوک‌کردن سازهایی مثل بربط را شرح داده‌است. این کتاب قدیمی‌ترین را کتاب موجود دربارهٔ نظریهٔ علمی موسیقی ایرانی دانسته‌اند، و گفته شده که در تمدن اسلامی هیچ کتاب دیگری در این زمینه از نظر دفعات نسخه‌برداری و ترجمه و شرح به کتاب ادوار ارموی نرسیده‌است. با این حال، نظریهٔ ادوار هم پیش و هم پس از صفی‌الدین توسط چندین موسیقی‌شناس مطرح شده، و این کتاب هم تنها اثری نیست که با نام «الادوار» نوشته شده‌است.
یکی از قدیمی‌ترین آثار در این رابطه، کتاب الادوار منسوب به فارابی است که همینک در کتابخانهٔ احمد تیمور نگهداری می‌شود. با این حال توسط کسانی که زندگی‌نامهٔ فارابی را نوشته‌اند با این نام نقل نشده‌است.
در موسیقی ترکی چندین رساله با نام «الادوار» مورد استناد قرار گرفته‌است. از آن جمله، رساله‌ای است با نام «کتاب الادوار» که تاریخ نگارش آن ۱۴۷۷ میلادی (حدود دو قرن پس از صفی‌الدین ارموی) ذکر شده و نسخه‌ای از آن در کتابخانه جان رایلندز (که در حال حاضر بخشی از کتابخانهٔ دانشگاه منچستر است) نگهداری می‌شود. این کتاب به زبان ترکی عثمانی نوشته شده اگر چه عنوان بخش‌ها به فارسی است و عنوان روی جلد آن به عربی. یک رسالهٔ شاخص دیگر، کتاب الادوار نوشتهٔ عبدالقادر مراغی است که آن هم در قرن پانزدهم میلادی و به زبان ترکی نوشته شده‌است. این آثار همگی نزدیکی زیادی با الادوار ارموی دارند. اما در فاصلهٔ سال‌های ۱۴۵۰ تا ۱۵۸۰ میلادی یک دوران گذار در موسیقی ترکی رخ می‌دهد و تمرکز بر اصطلاح «مقام» به جای اصطلاح «ادوار» بیشتر می‌شود، که انعکاس آن را می‌توان در کتاب «ادوار» اثر دیمتری کانتمیر (نوشته شده حدود سال ۱۷۰۰ میلادی) یافت. کانتمیر این رساله را بین سال‌های ۱۶۸۸ تا ۱۷۱۰ که به عنوان یک دیپلمات از کشور مولداوی در استانبول می‌زیست تدوین کرد و پس از عزیمتش به روسیه در سال ۱۷۱۱ نگاشت. این اثر توسط پژوهشگران مختلفی نقد و بررسی شده و بر تأثیر آن روی موسیقی معاصر ترکیه تأکید شده‌است.
در منابع موسیقی عربی نیز از چند اثر دیگر با نام «ادوار» یاد شده‌است، از جمله «رساله الادوار» اثر «موفق الدین بن المطران» (با نام کامل ابونصر اسد بن الیاس بن جرجیس المطران، درگذشته در ۱۱۹۱ میلادی) و «کتاب الادوار المنسوب» اثر ابن سبعین (با نام کامل ابو محمد بن الحق بن ابراهیم بن محمد بن اِشبیلی، درگذشته در ۱۲۶۹ میلادی). نویسندگان هر دوی این آثار پیش از صفی‌الدین ارموی می‌زیسته‌اند (ارموی در سال ۱۲۹۴ میلادی درگذشت) اما به اندازهٔ ارموی سرشناس دانسته نمی‌شوند. ارموی پس از ابن سینا و ابن زیله مهم‌ترین کسی دانسته شده که در مورد تئوری موسیقی عربی رساله تألیف کرده‌است.